# Atlas (måne)
 For alternative betydninger, se Atlas. (Se også artikler, som begynder med Atlas)
Atlas er en af planeten Saturns måner: Den blev opdaget den 12. november 1980 ved hjælp af billeder fra Voyager-programmet, og lige efter opdagelsen fik den den midlertidige betegnelse 1980 S 28. I 1983 vedtog den Internationale Astronomiske Union at opkalde månen efter Atlas fra den græske mytologi. Der ud over kendes månen også under betegnelsen Saturn XV.
Atlas ser ud til at være en hyrdemåne for A-ringen i Saturns system af planetringe. Desuden har man i 2004 opdaget en ganske svag ring indenfor Atlas' omløbsbane; denne ring har fået den midlertidige betegnelse R/2004 S 1.
Nærbilleder af Atlas, taget af rumsonden Cassini, viser Atlas med en kraftig udvækst langs månens ækvator.